# Gramr

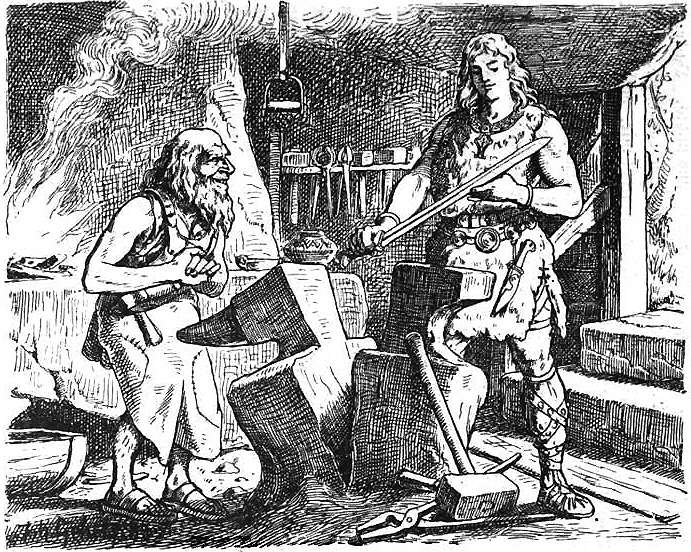
La forgiatura della spada, disegno di Johannes Gehrts

Nella mitologia norrena Gramr era il nome della spada che Sigfrido usò per uccidere il drago Fáfnir.

## Storia
Originariamente apparteneva a suo padre, Sigmund, che la ricevette nel palazzo di suo padre, Völsung, dopo averla estratta da un ceppo nel quale Odino l'aveva conficcata e da cui nessun altro avrebbe potuto estrarla. La spada fu distrutta e riforgiata. Dopo essere stata riforgiata era in grado di spaccare un'incudine a metà. Al termine della saga, non si conosce il destino di questa spada.
Nel Nibelungenlied la spada di Sigfrido è chiamata in maniera diversa, cioè Balmung; nella tetralogia L'anello del Nibelungo è chiamata Nothung.

## Presenze nella cultura di massa

### Videogiochi
Gram è il nome di una spada in Castlevania: Symphony of the Night e Balmung è un'arma di Castlevania: Aria of Sorrow, dove può essere trovata nella Battle Arena affrontando una delle tre prove. È anche il nome di un personaggio nella serie .hack. In Soulcalibur 2 Gram (traslitterata come Glam) è una delle armi di Nightmare, mentre in Soulcalibur 3 e Soulcalibur 4 di Siegfried. In Ragnarok Online Balmung è forse l'arma più forte del gioco, ma concessa solo ai Game Masters. In Myth II: Soulblighter uno dei personaggi principali, Alric, ad un certo punto entra in possesso della magica spada Balmung che quando usata sprigiona saette dirette verso i nemici più vicini.
In Final Fantasy XI Balmung è uno spadone a due mani ottenibile dopo aver sconfitto il drago Fáfnir, in Hellblade Senua's sacrifice è una delle armi ottenibile dalla protagonista. In Fire Emblem Genealogy of the Holy War, Balmung è una spada leggendaria appartenuta al crociato Od, usata per salvare il mondo dall'oppressione dell'Impero di Lopto. Può essere brandita solo da coloro che appartengono alla discendenza di Od. Nel gioco “Fate/Grand Order” è il Noble Phantasm del personaggio di Sigurd “Bölverkr Gram”

### Anime e manga
In Digimon Tamers, Gram è la lancia sacra di Gallantmon, uno dei personaggi principali, mentre nella serie di Asgard de I Cavalieri dello zodiaco Balmug è la spada del dio Odino invece di essere la spada di Sigfrido. La spada Gram compare anche nell'anime Sword Art Online 2 impugnata da Eugene. In Fate Apocrypha, Balmug è impugnata come arma nobile da Sigfrido, nelle vesta di saber della squadra nera.